# Horváth Mihály tér
Horváth Mihály tér, ancienne Templom tér jusqu'en 1872 (en allemand : Kirchen Platz) et Mária Terézia tér, est une place de Budapest située dans les quartiers de Csarnok et Corvin (8e arrondissement). À proximité de l'Hôtel de ville d'arrondissement et dominé par l'Église paroissiale Saint-Joseph, cet espace constitue le centre-ville de Józsefváros. On y trouve encore le bâtiment désaffecté du grand Centre téléphonique József, qui fait l'objet d'une reconversion fonctionnelle depuis septembre 2015.